# Gabriel József
Gabriel József (Temesvár, 1862. november 13. – Temesvár, 1950. március 29.) romániai magyar közíró, szerkesztő.

## Életpályája
Kitanulta a nyomdászmesterséget, segédként Európa több országát végigvándorolta, Bécsben két esztendeig dolgozott. 1883-ban tért vissza szülővárosába, ahol a Neue Temesvarer Zeitung tördelője lett.
Első cikkeit a Gutenberg című szaklap és a Neue Temesvarer Zeitung közölte. A Temesvári Nyomdászegyletben tevékenykedett, melynek történetét Mangold Sándorral közösen A temesvári könyvnyomdász-egylet története 1851–1887 címmel (Temesvár. 1890) meg is írta. Később a Szociáldemokrata Párt megbízásából a Volkswille szerkesztője és négy évtizeden át munkatársa. Cikkeit rendszeresen közölte a budapesti Népszava s a temesvári román nyelvű Votul poporului is. Az első világháború alatt az SZDP bánsági főtitkára, a forradalmak idején a Népakarat (1919–20), illetve a Munkáslap (1919–20) munkatársa. 1920-ban szenátorrá választották. Magyary Lajostól átvette az Arbeiter Zeitung (1918–30) szerkesztését, majd 1933-ban megalapította a Neue Zeitung című lapot, amely beszüntetéséig (1940) az antifasiszta harc egyik fóruma. 1937-ben német verseskötete jelent meg. Húsz éven át szerkesztette az Arbeiter-Kalender című naptárt, amely a második világháborút követő években is megjelent. 1948-ig a romániai SZDP Freiheit című lapjának munkatársa.
A bánsági munkásmozgalom történetéről írt könyve, a Fünfzigjährige Geschichte der Banater Arbeiterbewegung 1870–1920 forrásértékű s a német, magyar, román, szerb dolgozók összetartását tükrözi (Temesvár. 1928). Magyarul írt cikkeit, vitairatait Budapesten a Népszava, Romániában a Népakarat, Munkáslap, 5 Órai Újság, Katolikus Munkáslap, 6 Órai Újság, Reggeli Újság, Új Világ, Fáklya közölte. Magyar nyelvű előadásokat tartott a Grafikai Munkások Szakszervezetének temesvári székhelyén.